# 吉浦忠治
吉浦 忠治（よしうら ちゅうじ、1926年7月16日 - 2000年2月15日）は、日本の政治家。公明党衆議院議員（4期）。

## 来歴
佐賀県三養基郡基山町出身。1954年日本大学文学部卒業後、中学校教師を務めた。
1969年の第32回衆議院議員総選挙と1972年の第33回衆議院議員総選挙に旧千葉3区から立候補するが次点。
1976年の第34回衆議院議員総選挙で初当選。以後4期務める。
1986年の公明党第二四回全国大会で中央統制委員に選出。
1990年の第39回衆議院議員総選挙で落選。
1996年勲二等瑞宝章受章。